# Герлах, Стефан
Стефан Герлах (26 декабря 1546, Книтлинген, Карлсруэ — 30 января 1612, Тюбинген) — немецкий богослов. Пытался достичь единства между лютеранами и православными христианами, противостоящими Папе Римскому. Однако несмотря на его цель и миссию в Константинополе, в 1596 году была подписана Брестская уния.

## Деятельность
В 1567 году он окончил Тюбингенский университет. С 1573 по 1579 год являлся священнослужителем барона Давида Унгнада, посланника Священной Римской империи при османах в Константинополе. Стефан Герлах проявлял большой интерес к положению христиан под властью Османской империи и составил подробные записи, изданные посмертно (1674). По возвращении в Германию он стал профессором теологии в Тюбингене (1586) и опубликовал полемические труды, направленные против кальвинистов и иезуитов. Его сочинение Tagebuch der vonzween Glorwurdigsten Romischen Kaysern Maximiliano und Rudolpho, Franckfurth am Mayn,  было опубликовано в 1674 году.

## Отражение в искусстве
Ф. М. Достоевский, будучи в Германии, подробно ознакомился с трудами Герлаха, что сказалось на построении образов его литературных персонажей, таких как Павел Смердяков, воссоздающий Михаила Кантакузина.